# Tréguier
Tréguier es una comuna francesa situada en el departamento de Costas de Armor, en la región de Bretaña.

## Geografía
Construida como un anfiteatro sobre una ladera, la localidad está situada en la confluencia del Jaudy y el Guindy, en el punto donde se abre el estuario del río Tréguier.

## Historia

### Fundación
Tréguier debe su existencia al monje galés Tugdual, cuya leyenda dice que fue elegido papa. En los últimos años del siglo V, fundó un monasterio que tomó el nombre de Lan Trecor, o Landreger, en bretón, topónimo que dará nombre, a partir del siglo XIV, a la localidad y a sus habitantes, los trécorois.
Consagrado obispo hacia el año 542, Tugdual se convirtió así en uno de los siete santos fundadores de Bretaña.
De su existencia no se sabe casi nada, ni siquiera la fecha precisa de su muerte, un 30 de noviembre del año 553, 559 o 564.
De la antigua catedral, probablemente hecha en madera, no se conserva ningún resto. Se supone que estaba situada cerca del edificio actual y que estaba consagrada a San Andrés.
En el año 848, Nominoe, rey de Bretaña, hizo a Tréguier sede de un obispado secular. La localidad será completamente destruida por los vikingos en el siglo IX y abandonada por sus habitantes.

### Plena y Baja Edad Media
En esta época la ciudad es llamada San Pabu o sus variantes entre los siglos XI y XIII. En el origen de la nueva denominación de la ciudad se encuentra otro eclesiástico, Yves de Kermartin, nacido en el 1253 en Minihy y que fue el defensor de los pobres contra el poder de los ricos.
La catedral actual fue edificada a partir de 1339 para la gloria de San Yves (canonizado en 1347).
En 1412 Tréguier obtiene el estatus de ciudad. De 1450 a 1479 se construye alrededor de la catedral un cláustro gótico que alberga las tumbas de varios defensores y religiosos de la ciudad episcopal, como Juan V, duque de Bretaña, o el propio San Yves de Kermartin, el patrón de los abogados. Hacia el 1505, la duquesa y reina de Francia Ana de Bretaña efectúa un peregrinaje a la tumba de San Yves.

### Edad Moderna y Revolución Francesa
Entre 1589 y 1592, la ciudad de Tréguier es destruida por los partidarios de la Liga. Este periodo de la historia de Bretaña es sinónimo de guerra de religión entre católicos radicales (apoyados por los españoles) y protestantes (apoyados por el rey de Francia y de Inglaterra). Los católicos formaban parte de la Liga o Santa Unión, y eran dirigidos por el duque de Mercoeur, los protestantes y realistas por el rey Enrique IV. Tréguier se pone de parte de los realistas, así como de la ciudad de Lannion. La guerra termina en 1598 con la redención de Mercoeur y con la proclamación del famoso Edicto de Nantes.
En 1789, Tréguier se coloca de parte de los revolucionarios. El obispo de Tréguier va a provocar por su hostilidad a las nuevas ideas revolucionarias un conjunto de sucesos dramáticos en la ciudad. Mientras escapaba a Inglaterra, será uno de los fieles que será víctima del Terror revolucionario y será guillotinado en la Plaza de Martray. 
A lo largo del invierno de 1794 el batallón de los voluntarios de Étampes destruye todos los monumentos religiosos de la ciudad, desapareciendo todo el mobiliario, esculturas, orfebrería... La catedral fue empleada como establo y fue saqueada por completo. Tréguier pierde además el estatus de obispado y queda arruinada, perdiendo su importancia a favor de Saint-Brieuc, hasta entonces una ciudad más pequeña.

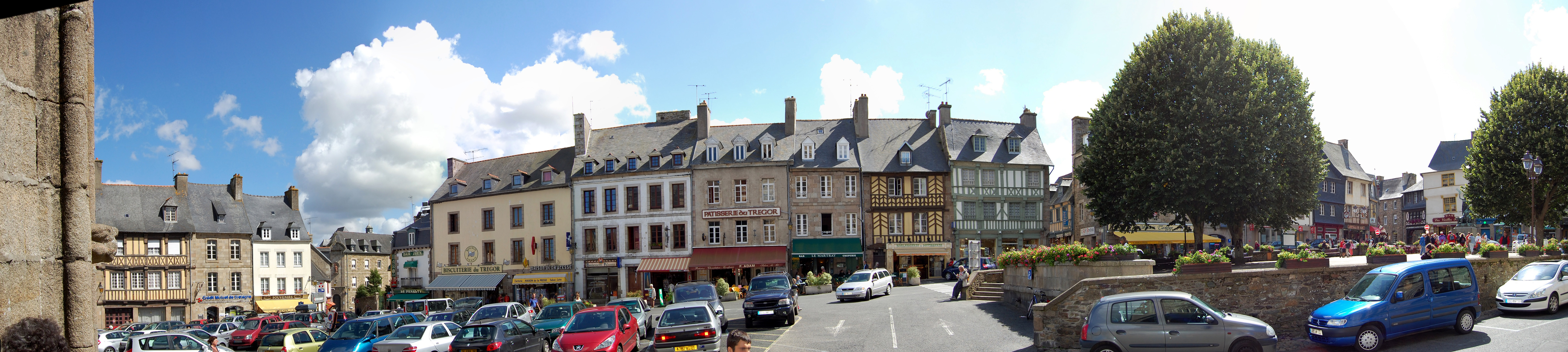
Vista panorámica de la plaza Martray desde la entrada de la catedral de Saint-Trugdual

### SigloXIX
En el siglo XIX Tréguier comienza a recuperar parte de su esplendor gracias al cultivo de legumbres y a su actividad portuaria. Se elabora un gran proyecto, la construcción del primer puente colgante de Bretaña, el puente Canadá. En 1832, Monsieur Ozou, un comerciante de la ciudad lo propone y un año después comienza la construcción del puente, que será terminado en abril de 1834. El 25 de mayo el puente Canadá se abre a la circulación, si bien vida fue muy corta, pues en el año 1886 será destruido. No volverá a ser reconstruido hasta el final de la Segunda Guerra Mundial, en 1954.
En el siglo XIX nace así mismo en la ciudad el célebre y controvertido escritor francés Ernest Renan, que muere en París en 1892. Hoy en día su casa natal se ha convertido en un museo sobre su figura.

## Demografía
| 2885 | 3059 | 3257 | 3130 | 2799 | 2679 | 2411 |
| Para los censos de 1962 a 1999 la población legal corresponde a la población sin duplicidades (Fuente: INSEE [Consultar]) |      |      |      |      |      |      |

## Lugares de interés
- Catedral de Saint-Tugdual (siglos XIV y XV, si bien integra partes de la antigua catedral románica)
- Casa natal y Museo Ernest Renan
- Casas del casco histórico inscritas como monumento histórico
- Entrada a la ciudad desde el puerto

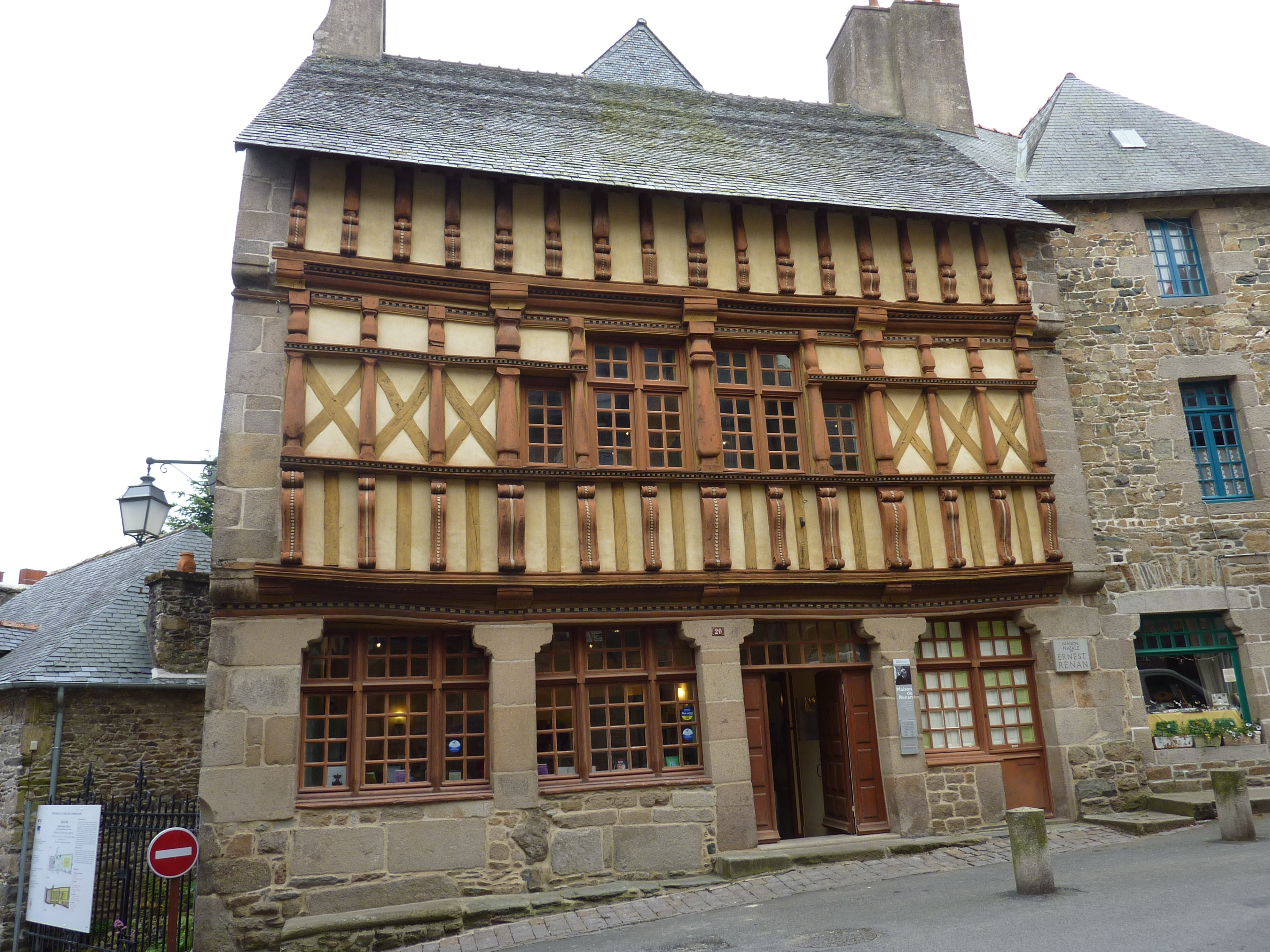
Casa natal de Ernest Renan
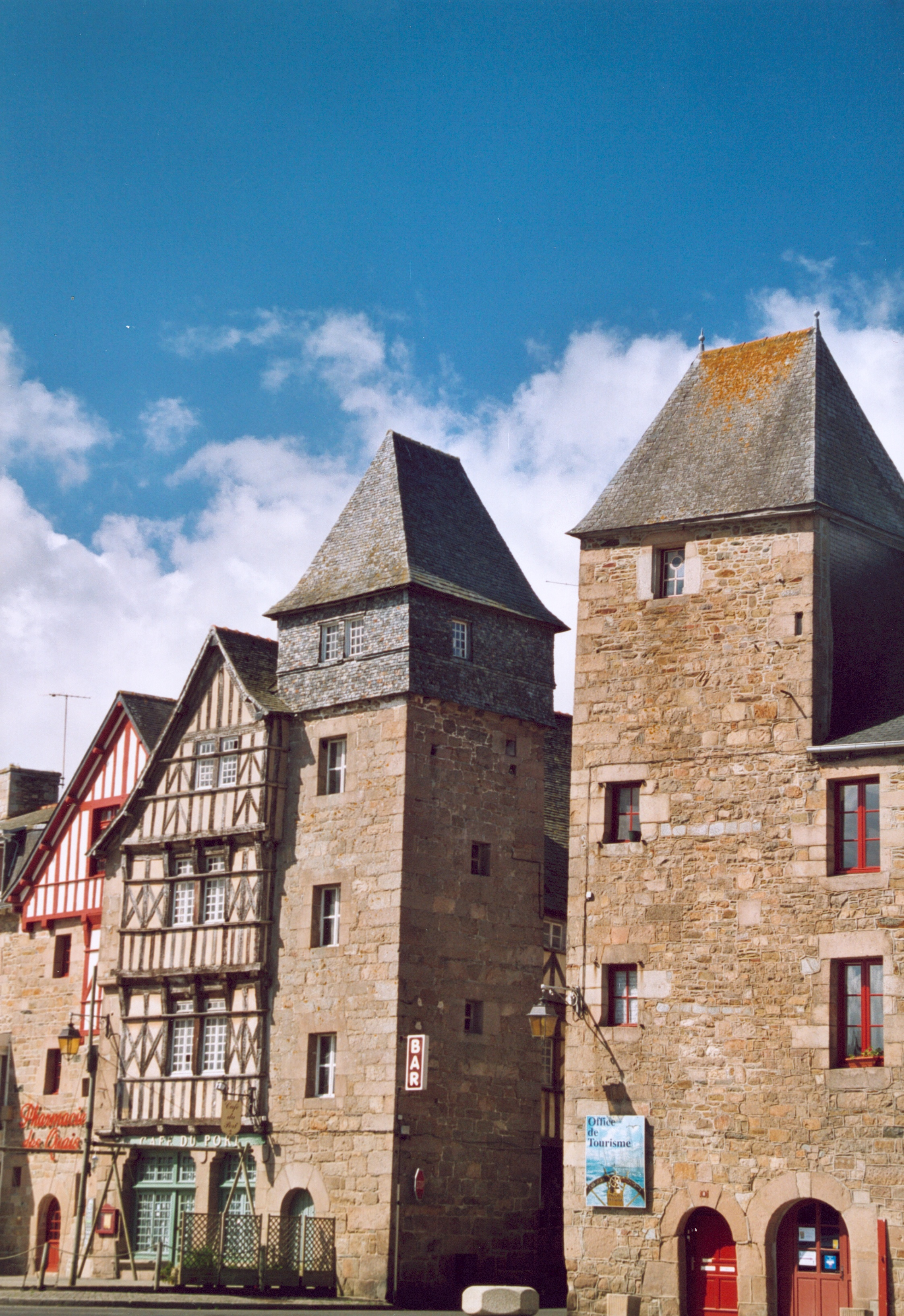
Entrada a la ciudad desde el puerto
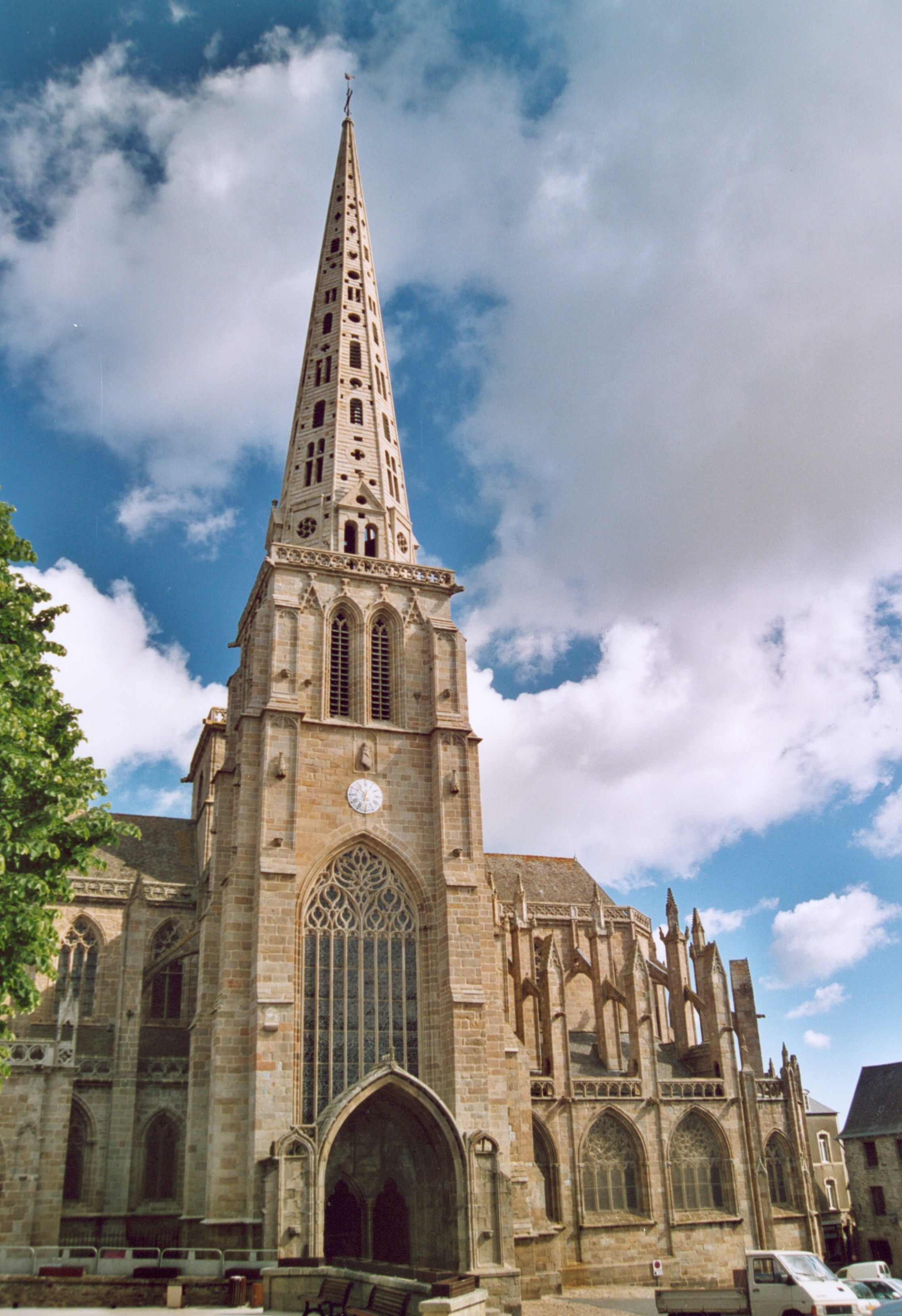
La antigua catedral desde la plaza del Martray
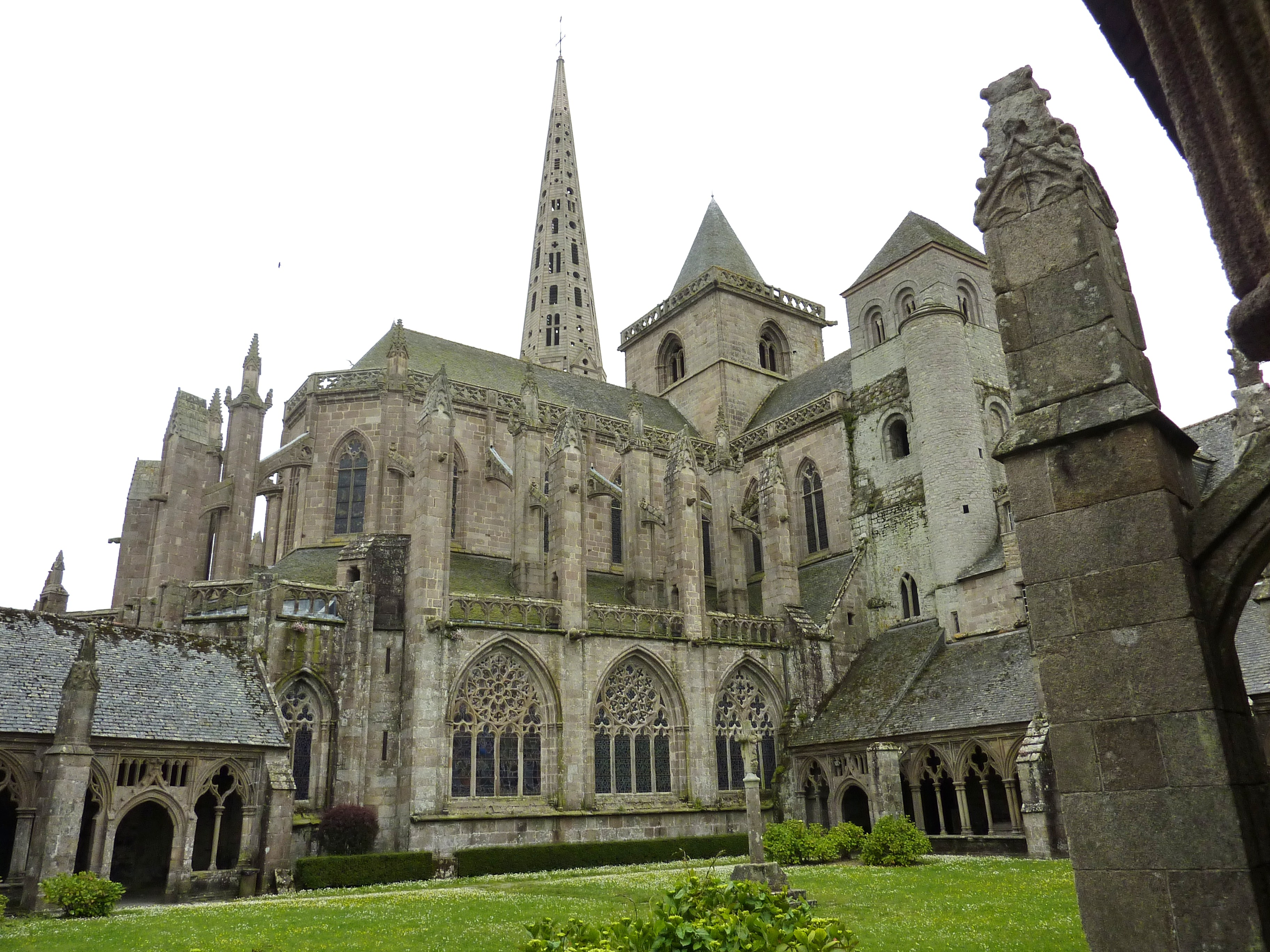
Las tres torres de la vieja catedral vistas desde el claustro
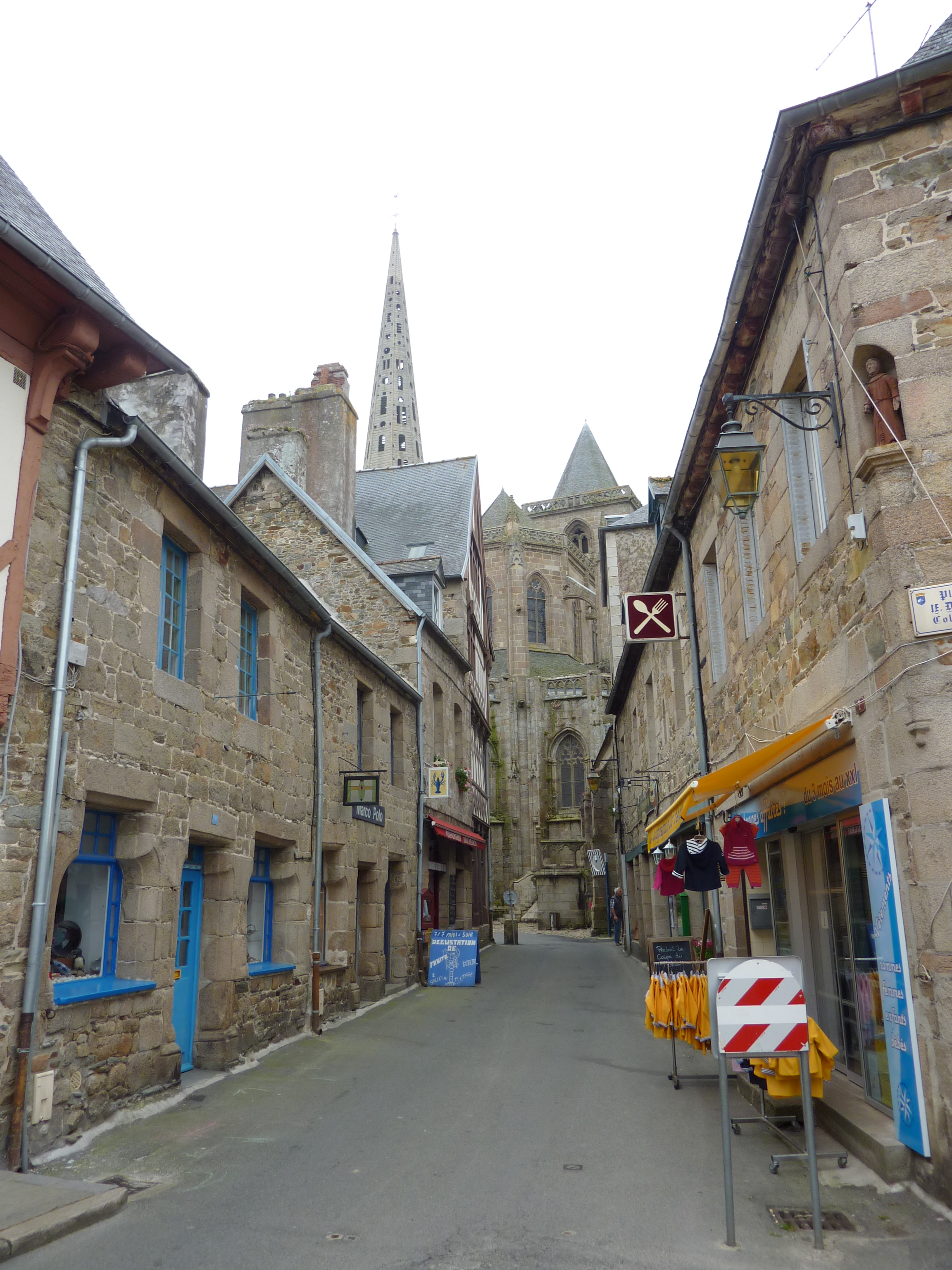
Vista de la calle Ernest Renan